# Syzygium beddomei
Syzygium beddomei är en myrtenväxtart som först beskrevs av John Firminger Duthie, och fick sitt nu gällande namn av Chithra. Syzygium beddomei ingår i släktet Syzygium och familjen myrtenväxter. IUCN kategoriserar arten globalt som starkt hotad. Inga underarter finns listade i Catalogue of Life.